# Lake Clarke Shores
Lake Clarke Shores es un pueblo ubicado en el condado de Palm Beach en el estado estadounidense de Florida. En el Censo de 2010 tenía una población de 3.376 habitantes y una densidad poblacional de 1.271,69 personas por km².

## Geografía
Lake Clarke Shores se encuentra ubicado en las coordenadas 26°38′44″N 80°4′31″O / 26.64556, -80.07528. Según la Oficina del Censo de los Estados Unidos, Lake Clarke Shores tiene una superficie total de 2.65 km², de la cual 2.5 km² corresponden a tierra firme y (5.76%) 0.15 km² es agua.

## Demografía
Según el censo de 2010, había 3.376 personas residiendo en Lake Clarke Shores. La densidad de población era de 1.271,69 hab./km². De los 3.376 habitantes, Lake Clarke Shores estaba compuesto por el 90.11% blancos, el 2.73% eran afroamericanos, el 0.06% eran amerindios, el 1.51% eran asiáticos, el 0.06% eran isleños del Pacífico, el 3.05% eran de otras razas y el 2.49% pertenecían a dos o más razas. Del total de la población el 24.67% eran hispanos o latinos de cualquier raza.